# Stara vas-Bizeljsko
Stara vas - Bizeljsko este o localitate din comuna Brežice, Slovenia, cu o populație de 224 de locuitori.